# Ismael Borrero
Ismael Borrero Molina (* 6. ledna 1992 Santiago de Cuba) je kubánský řecko-římský zápasník. Je členem havanského klubu Cerro Pelado a studuje na Universidad de las Ciencias de la Cultura Física y el Deporte.
Začínal jako vzpěrač, zápasu se věnuje od roku 2004. Je mistrem světa z roku 2015 ve váze do 59 kg. V této váhové kategorii získal zlatou medaili také na Letních olympijských hrách 2016, kde ve finále zdolal Šinobuho Ótu z Japonska. Vyhrál panamerické mistrovství v zápase v letech 2012, 2013 a 2014 ve váze do 59 kg a v letech 2018 a 2019 ve váze do 67 kg. Je také dvojnásobným vítězem Středoamerických a karibských her (2014 a 2018), na Panamerických hrách 2015 obsadil sedmé místo.